# Sulaco (ort)
Sulaco är en ort i Honduras.   Den ligger i departementet Departamento de Yoro, i den centrala delen av landet, 90 km norr om huvudstaden Tegucigalpa. Sulaco ligger 419 meter över havet och antalet invånare är 2 760.
Terrängen runt Sulaco är huvudsakligen kuperad. Sulaco ligger nere i en dal. Runt Sulaco är det ganska glesbefolkat, med 21 invånare per kvadratkilometer. Närmaste större samhälle är Minas de Oro, 15,7 km sydväst om Sulaco.  